# Mount Irving
Mount Irving är ett berg i Antarktis. Det ligger i Sydshetlandsöarna. Argentina, Chile och Storbritannien gör anspråk på området. Toppen på Mount Irving är 1 785 meter över havet.
Terrängen runt Mount Irving är varierad. Havet är nära Bowles åt sydväst. Mount Irving är den högsta punkten i trakten. Trakten är obefolkad. Det finns inga samhällen i närheten.